# Katie Lam
Katie Jane Lotte Lam, née en août 1991, est une femme politique britannique.

## Biographie
Katie Lam est l'arrière-arrière-petite-fille de Paul Heide (de), élu social-démocrate au Landtag de Saxe de 1930 à 1933 et opposant allemand au nazisme, qui s'est exilé en 1937 au Royaume-Uni. 
En 2024, elle est élue députée.